# 陈舒林
陈舒林（1929年—），原名陈传书，男，福建福州人，中国含能材料专家，曾任华东工学院教授、博士生导师。